# Igreja Nova (Mafra)
Igreja Nova ist ein Ort und eine ehemalige Gemeinde (Freguesia) im portugiesischen Kreis Mafra. Die Gemeinde hatte 3033 Einwohner (Stand 30. Juni 2011).
Am 29. September 2013 wurden die Gemeinden Igreja Nova und Cheleiros zur neuen Gemeinde União das Freguesias de Igreja Nova e Cheleiros zusammengeschlossen. Igreja Nova ist Sitz dieser neu gebildeten Gemeinde.